# Treball productiu i improductiu
El treball productiu es refereix a aquell treball que té la capacitat de modificar el valor d'ús de les mercaderies o de proporcionar serveis, generant la riquesa material i no material que sosté a la societat. En un sistema socioeconòmic capitalista, a més, els capitalistes poden apropiar-se de part d'aquesta riquesa en forma de plusvalor.
En contraposició, el treball improductiu és aquell orientat al manteniment de l'ordre social basat en classes socials i que no genera riquesa per si mateix (com el govern, les forces armades, el manteniment de la propietat privada o les operacions financeres entre altres).
Tant el treball productiu com l'improductiu poden ser assalariats, sent la riquesa generada pel productiu la responsable del manteniment tant dels treballadors productius com dels improductius, així com de la classe capitalista.
Es tracta de conceptes centrals en economia política clàssica. La seva concreció ha anat variant al llarg del temps. Van ser plantejats primerament per l'escola fisiocrática, per, més tard, tenir importants aportacions d'Adam Smith i ser finalment precisats per la crítica de Karl Marx i el posterior desenvolupament de la teoria marxista.